# Wapen van Lieshout

Wapen van Lieshout

Het wapen van Lieshout werd op 16 juli 1817 bij besluit van de Hoge Raad van Adel aan de toenmalige Noord-Brabantse gemeente Lieshout bevestigd. Op 1 januari 1997 ging Lieshout op in de gemeente Laarbeek, waarmee het wapen kwam te vervallen.

## Blazoenering
De blazoenering bij het wapen luidt als volgt:
Van lazuur beladen met St.Servatius van goud.
In het wapenregister is geen beschrijving opgenomen. De heraldische kleuren zijn goud op blauw. Dit zijn de rijkskleuren.

## Geschiedenis

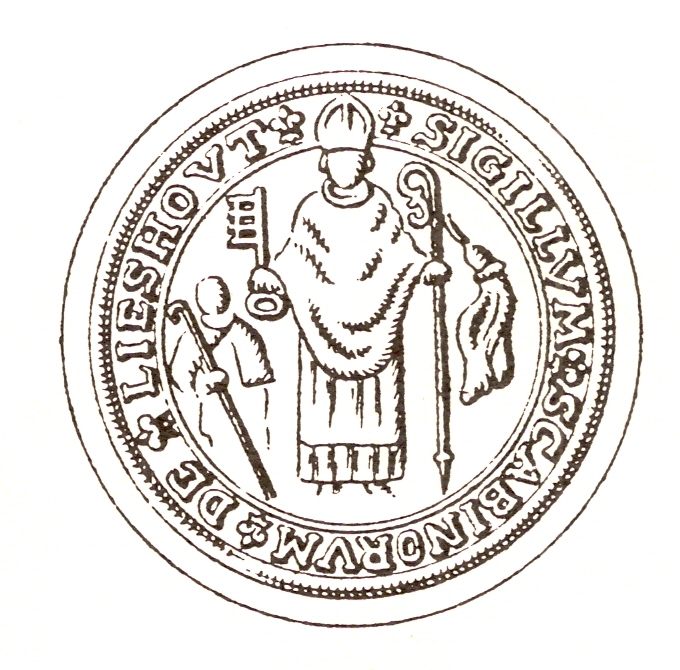
Het schependomszegel van Lieshout uit 1623

Het oudst bekende zegel van de Lieshoutse schepenen is van 1518. Gezien de schrijfwijze van de letters moet de stempel waarmee de zegel gemaakt is van veel vroegere datum zijn. In 1623 is een nieuwe stempel gemaakt, met een identieke afbeelding. In die afbeelding staat in het midden een abt met mijter. In zijn linkerhand heeft hij een kromstaf met daaraan een sluier. De kromstaf is een teken van zijn kerkelijk ambt; de sluier is het symbool van kuisheid. In zijn rechterhand houdt hij een sleutel. Rechts van de abt staat een kleinere figuur met eveneens een staf in zijn hand, waarschijnlijk een priorstaf. De centrale figuur is de abt van Floreffe, heer van Lieshout. De kleinere man is vermoedelijk de magister van Lieshout. Meestal worden abten voorgesteld met in de rechterhand een boek en soms een monstrans.
De heerlijkheid Lieshout viel onder de Abdij van Floreffe, en de centrale figuur op het zegel is de abt van Floreffe, heer van Lieshout. De sleutel die de abt van Floreffe op het Lieshoutse zegel vasthoudt, is waarschijnlijk een verwijzing naar Sint-Servaas, de patroon van de parochie Lieshout.
In 1815 vroeg de burgemeester van Lieshout een gemeentewapen aan. Hij schreef ter toelichting aan de gouverneur van de provincie dat het zegel van Lieshout Sint-Servaas vertoonde, patroon van de gemeente. Omdat het dorp al een eeuw geen eigendom meer was van een abdij, was mogelijk het besef verloren gegaan dat het oude zegel gesierd werd door een abt.
Het is gebruikelijk Sint-Servaas af te beelden in bisschopsgewaad met mijter en kromstaf als tekenen van zijn kerkelijk ambt en met als attributen de sleutel van de stad Maastricht, een draak onder zijn voeten die zijn overwinning op het ketterse Arianisme voorstelt, en een adelaar die hem koelte toewuift op zijn weg naar Rome. De tekenaar van de Hoge Raad van Adel heeft van de bisschop echter een soort van monnik gemaakt, zonder staf, mijter en attributen, maar met een rozenkrans aan zijn gordel en een kruis in de hand.
Aalburg
· Aalst
· Aarle-Rixtel
· Alem 
· Alem, Maren en Kessel
· Almkerk
· Alphen en Riel
· Andel
· Baardwijk
· Bakel en Milheeze
· Beek en Donk
· Beers
· Berghem
· Berkel-Enschot
· Berlicum
· Besoyen
· Beugen en Rijkevoort
· Bladel en Netersel
· Bokhoven
· Borkel en Schaft
· Boxmeer
· Budel
· Capelle
· Chaam
· Cromvoirt
· Cuijk
· Cuijk en Sint Agatha
· De Werken en Sleeuwijk
· Den Dungen
· Deurne en Liessel
· Dieden, Demen en Langel
· Diessen
· Dinteloord (en Prinsenland)
· Dinther
· Dommelen
· Drongelen, Haagoort, Gansoijen en Doeveren
· Drunen
· Duizel en Steensel
· Dussen
· Eersel
· Eethen
· Emmikhoven en Waardhuizen
· Empel en Meerwijk
· Engelen
· Erp
· Esch
· Escharen
· Fijnaart en Heijningen
· Gassel
· Geffen
· Geldrop
· Gemert
· Genderen
· Gestel en Blaarthem
· Giessen
· Ginneken en Bavel
· Grave
· 's Gravenmoer
· Haaren 
· Halsteren
· Haps
· Haren en Macharen
· Hedikhuizen
· Heesch
· Heeswijk
· Heeswijk-Dinther
· Heeze
· Helvoirt
· Herpt
· Hoeven
· Hooge en Lage Mierde
· Hooge en Lage Zwaluwe
· Hoogeloon, Hapert en Casteren
· Huijbergen
· Kessel
· Klundert
· Landerd
· Leende
· Liempde
· Lierop
· Lieshout
· Linden
· Lith
· Luyksgestel
· Maarheeze
· Maasdonk
· Maashees en Overloon
· Made en Drimmelen
· Maren
· Meeuwen
· Megen, Haren en Macharen
· Mierlo
· Mill en Sint Hubert
· Moergestel
· Nederwetten en Eckart
· Nieuw-Ginneken
· Nieuw-Vossemeer
· Nieuwkuijk
· Nistelrode
· Nuenen en Gerwen
· Nuland
· Oeffelt
· Oerle
· Oijen en Teeffelen
· Oost-, West- en Middelbeers
· Oploo, Sint Anthonis en Ledeacker
· Ossendrecht
· Oud en Nieuw Gastel
· Oudenbosch
· Oudheusden
· Princenhage
· Prinsenbeek
· Putte
· Raamsdonk
· Ravenstein
· Reek
· Reusel
· Riethoven
· Rijsbergen
· Rijswijk
· Roosendaal en Nispen
· Rosmalen
· Sambeek
· Schaijk
· Schijndel
· Sint Anthonis
· Sint-Michielsgestel
· Sint-Oedenrode
· Soerendonk, Sterksel en Gastel
· Sprang
· Sprang-Capelle
· Standdaarbuiten
· Stiphout
· Stratum
· Strijp
· Terheijden
· Teteringen
· Tongelre
· Uden
· Udenhout
· Veen
· Veghel
· Veldhoven en Meerveldhoven
· Velp
· Vessem, Wintelre en Knegsel
· Vierlingsbeek
· Vlierden
· Vlijmen
· Vrijhoeve-Capelle
· Wanroij
· Waspik
· Werkendam
· Westerhoven
· Wijk en Aalburg
· Willemstad
· Woensel (en Eckart)
· Woudrichem
· Wouw
· Zeeland
· Zesgehuchten
· Zevenbergen